# خان أباد (دلفان)
خان‌آباد (بالفارسية: خان‌آباد) هي قرية تقع في منطقة نوراباد الريفية [الإنجليزية] في إيران. يقدر عدد سكانها بـ 200 نسمة.